# عیسی محمد
عیسی محمد (انگلیسی: Eisa Mohammed؛ زادهٔ ۱۹ آوریل ۱۹۸۰) بازیکن فوتبال اهل امارات متحده عربی است.
از باشگاه‌هایی که در آن بازی کرده‌است می‌توان به باشگاه فرهنگی ورزشی دبی، باشگاه ورزشی الفجیره امارات، باشگاه الجزیره امارات، باشگاه فرهنگی ورزشی دبی، باشگاه فوتبال الشباب امارات، و باشگاه فوتبال الشعب امارات اشاره کرد.